# Кондратьев, Дмитрий Юрьевич
Дми́трий Ю́рьевич Кондра́тьев (род. 25 мая 1969, Иркутск) — российский лётчик-космонавт (отряд ФГБУ ЦПК), Герой Российской Федерации.

## Биография
В связи с частыми переводами отца по местам службы, семья неоднократно меняла место жительства. Из Иркутска она переехала в поселок Нюрба Нюрбинского района Якутской АССР (где учился в средней школе № 2), а оттуда в Алма-Ату.
В 1986 году окончил 10 классов в Алма-Ате. В 1990 году окончил Качинское высшее военное авиационное училище летчиков имени А. Ф. Мясникова по специальности «командная тактическая истребительная авиация», получил диплом лётчика-инженера. В феврале 2012 года защитил диссертацию на соискание учёной степени кандидата экономических наук по теме «Государственное регулирование российского рынка ценных бумаг в условиях финансовой глобализации».
Служил в Бесовецком авиационном полку под Петрозаводском.

## Полёт на МКС
В качестве командира экипажа совершил полёт на корабле Союз ТМА-20.
Стартовал 15 декабря 2010 года в качестве командира корабля «Союз ТМА-20», бортинженера МКС по программе 26-й и командира 27-й основной экспедиции, вместе с астронавтами Паоло Несполи и Кэтрин Коулман. 17 декабря осуществлена стыковка корабля с Международной космической станцией.
Во время полёта совершил два выхода в открытый космос:
- 21 января 2011 года — продолжительностью 5 часов 22 минуты. Во время выхода космонавты установили на поверхности на большом диаметре рабочего отсека служебного модуля (СМ) «Звезда» моноблок системы высокоскоростной передачи информации и подключили его кабели к системе, так же демонтировали научную аппаратуру ИПИ-СМ и «EXPOSE-R» с поверхности СМ «Звезда», установили и подключили телекамеру на малом исследовательском модуле МИМ-1 «Рассвет» со стороны пассивного стыковочного агрегата.
- 16 февраля 2011 года — продолжительностью 4 часа 50 минут. Во время выхода космонавты установили на внешней поверхности МКС научную аппаратуру для эксперимента «Молния-Гамма» по исследованию атмосферных вспышек гамма и оптического излучения в условиях грозовой активности и эксперимента «СВЧ-радиометрия». Космонавты сняли две панели «Компласт» с образцами конструкционных материалов и защитных покрытий, находившихся в условиях открытого космоса более 12 лет, и демонтировали устройство «Якорь».

Находясь на борту МКС, Дмитрий Кондратьев провёл сеанс радиосвязи с воспитанниками детских домов, учениками кадетских классов и ребятами из кружка авиамоделистов Петрозаводска. После возвращения на Землю, космонавт устроил встречу с общественностью Петрозаводска.
24 мая 2011 года спускаемый аппарат корабля «Союз ТМА-20» совершил мягкую посадку в 147 километрах восточнее города Джезказгана в Казахстане.
Продолжительность полёта Д. Кондратьева составила 159 суток 07 часов 16 минут.
Во время полёта Д. Кондратьев вёл свой блог на сайте Федерального космического агентства, а также был корреспондентом детской передачи «Пора в космос!» телеканала «Карусель».
25.07.2012 уволился из вооруженных сил и ЦПК и устроился на работу в коммерческой структуре, покинув отряд космонавтов.
Статистика
| # | Стартовый корабль | Старт, UTC        | Экспедиция             | Корабль посадки | Посадка, UTC      | Налёт                       | Выходы в открытый космос | Время в открытом космосе |
| - | ----------------- | ----------------- | ---------------------- | --------------- | ----------------- | --------------------------- | ------------------------ | ------------------------ |
| 1 | Союз ТМА-20       | 15.12.2010, 19:09 | Союз ТМА-20, МКС-26/27 | Союз ТМА-20     | 24.05.2011, 02:26 | 159 суток 07 часов 17 минут | 2                        | 10 часов 14 минут        |
|   |                   |                   |                        |                 |                   | 159 суток 07 часов 17 минут | 2                        | 10 часов 14 минут        |

## Воинские звания
- лейтенант (21.10.1990);
- старший лейтенант (27.10.1992);
- капитан (11.11.1994);
- майор (26.12.1997);
- подполковник (дата не установлена);
- полковник (16.12.2006).

## Награды

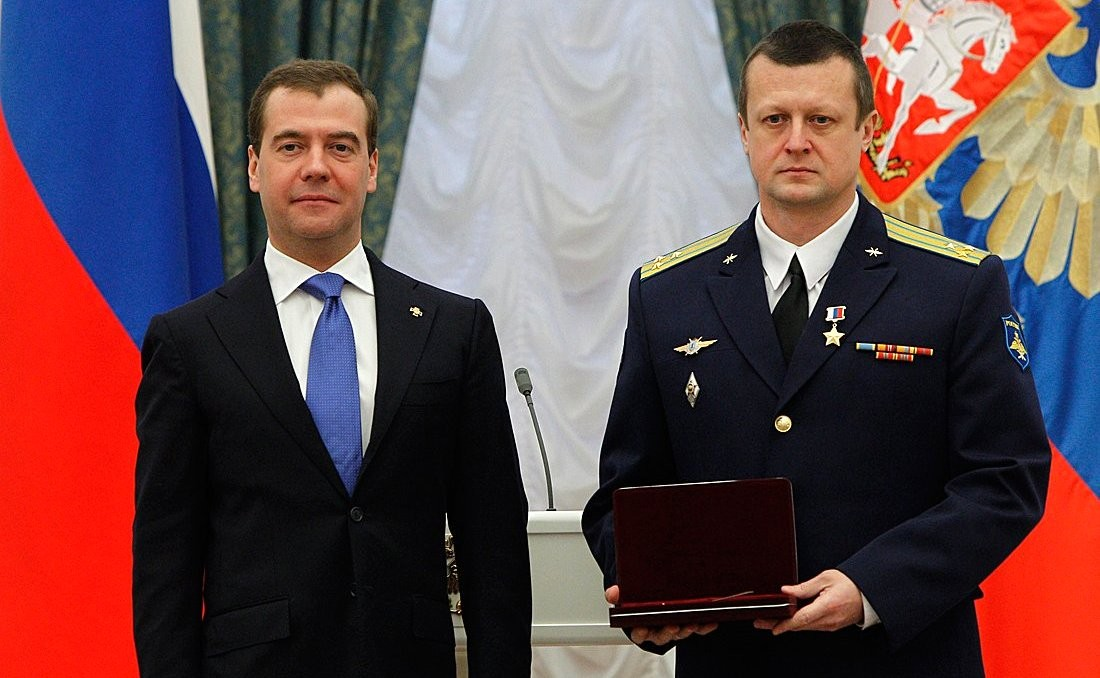
Вручение Золотой Звезды Героя России.
Москва, Кремль. 3 мая 2012 года

- Герой Российской Федерации и Лётчик-космонавт Российской Федерации (3 марта 2012 года) — за мужество и героизм, проявленные при осуществлении длительного космического полёта на Международной космической станции[10];
- медаль Нестерова[11];
- медали Вооружённых Сил Российской Федерации: «За воинскую доблесть» II степени, «За отличие в военной службе» I, II, III степени, «За службу в Военно-воздушных силах»;
- памятный знак «50 лет космической эры»;
- медаль Алексея Леонова (Кемеровская область, 2015) — за два совершённых выхода в открытый космос[12];
- медали НАСА: «За выдающуюся общественную службу» и «За космический полёт»;
- классные квалификации: «военный лётчик 1 класса» и «офицер-водолаз».

## Память
- Именем космонавта Кондратьева названа улица в посёлке Нюрба Республике Саха (Якутия).[2]